# How Girls Can Help to Build Up the Empire
How Girls Can Help to Build Up the Empire (с англ. — «Как девочки могут помочь построить империю») — первое методическое пособие для девушек — участниц гайдовского движения. Пособие подготовила Агнес Баден-Пауэлл вместе с Робертом Баден-Пауэллом, основателем скаутского движения. Первая редакция была опубликована в мае 1912 года издательством Thomas Nelson and Sons.
Книга представляет собой переработку книги «Скаутинг для мальчиков». Оригинал был адаптирован для использования девочками, хотя значительные разделы остались без изменений. Например, в руководстве остались разделы, касающиеся наблюдения, выслеживания, сигнализации и обустройства лагерей. Было добавлено несколько глав, посвящённых уходу за детьми и престарелыми, домохозяйству, вставлены рассказы о героических женщинах и девочках вместо таких же историй о людях мужского пола. В книге описана церемония зачисления в девушки-гайды и приведены подробности испытаний для второго и первого классов.
В результате переработки текст был сокращён примерно вдвое. Исчез игровой момент: если мальчиков обучали новым навыкам через игру в предположении, что настоящими скаутами они станут когда-то в будущем, то подход к девочкам был таким, словно они уже являются членами организации. Кроме того, в соответствии с представлениями того времени о естественной роли женщины, постулировалась ответственность женщины за мораль общества, что контрастировало с тренировками навыков выживания, оставшимися в книге.
Эта книга заменила ранее выпущенные теми же авторами с той же целью Pamphlet A: Baden-Powell Girl Guides, a Suggestion for Character Training for Girls и Pamphlet B: Baden-Powell Girl Guides, a Suggestion for Character Training for Girls. В свою очередь, в 1918 году на смену этому изданию пришло руководство Girl Guiding. Другие страны в первые годы существования гайдовского движения выпускали и свои собственные руководства.
Книга была несколько раз переиздана. По состоянию на 2006 год было доступно факсимильное издание книги.